# Liste der luxemburgischen Abgeordneten zum EU-Parlament (1999–2004)
Die Liste der luxemburgischen Abgeordneten zum EU-Parlament (1999–2004) listet alle luxemburgischen Mitglieder des 5. Europäischen Parlaments nach der Europawahl in Luxemburg 1999.

## Mandatsstärke der Parteien
- SPE: 2
- G/EFA: 1
- ELDR: 1
- EVP-ED: 2

| Nationale Partei                                   | Mandate | Fraktion                                                                    |
| -------------------------------------------------- | ------- | --------------------------------------------------------------------------- |
| Chrëschtlech Sozial Vollekspartei (CSV)            | 2       | Fraktion der Europäischen Volkspartei und europäischer Demokraten (EVP-ED)  |
| Lëtzebuerger Sozialistesch Aarbechterpartei (LSAP) | 2       | Fraktion der Sozialdemokratischen Partei Europas (SPE)                      |
| Demokratesch Partei (DP)                           | 1       | Fraktion der Europäischen Liberalen, Demokratischen und Reformpartei (ELDR) |
| Déi Gréng                                          | 1       | Die Grünen/Europäische Freie Allianz (G/EFA)                                |
| Gesamt                                             | 6       |                                                                             |

## Abgeordnete
| Bild | MEP             | Lebensdaten | von           | bis           | Partei | Fraktion | Anmerkungen                     |
| ---- | --------------- | ----------- | ------------- | ------------- | ------ | -------- | ------------------------------- |
|      | Colette Flesch  | 1937        | 7. Aug. 1999  | 19. Juli 2004 | DP     | ELDR     | nachgerückt für Charles Goerens |
|      | Robert Goebbels | 1944        | 20. Juli 1999 | 19. Juli 2004 | LSAP   | SPE      |                                 |
|      | Charles Goerens | 1952        | 20. Juli 1999 | 6. Aug. 1999  | DP     | ELDR     | Nachrückerin: Colette Flesch    |
|      | Astrid Lulling  | 1929        | 16. Sep. 1999 | 19. Juli 2004 | CSV    | EVP-ED   | nachgerückt für Viviane Reding  |
|      | Jacques Poos    | 1935–2022   | 20. Juli 1999 | 19. Juli 2004 | LSAP   | SPE      |                                 |
|      | Viviane Reding  | 1951        | 7. Aug. 1999  | 15. Sep. 1999 | CSV    | EVP-ED   | Nachrückerin: Astrid Lulling    |
|      | Jacques Santer  | 1937        | 20. Juli 1999 | 19. Juli 2004 | CSV    | EVP-ED   |                                 |
|      | Claude Turmes   | 1960        | 20. Juli 1999 | 19. Juli 2004 | Greng  | G/EFA    |                                 |